# Evan Whitfield
Evan Dylan Whitfield (23 de junho de 1977) é um ex-futebolista profissional estadunidense que atuava como defensor.

## Carreira
Evan Whitfield representou a Seleção Estadunidense de Futebol nas Olimpíadas de 2000.